# Tupković Donji
Tupković Donji es una población rural de la municipalidad de Živinice, en Bosnia y Herzegovina.

## Demografía
Hasta 2013 la población era de 561 habitantes.